# Continuïteitscorrectie
De continuïteitscorrectie is een manier om een discrete stochastische variabele {\displaystyle X} zo goed mogelijk te benaderen met een continue stochastische variabele {\displaystyle Y}. 
Men past continuïteitscorrectie toe door elke waarde uit het waardenbereik van {\displaystyle X} te laten corresponderen met een interval in het waardenbereik in {\displaystyle Y}. Zo wordt {\displaystyle P(X=x)} benaderd door {\displaystyle P(x-{\tfrac {1}{2}}\leq Y<x+{\tfrac {1}{2}})}.
De benadering voor {\displaystyle P(X\leq x)=P(X<x+1)} wordt met behulp van de continuïteitscorrectie {\displaystyle P(Y\leq x+{\tfrac {1}{2}})}, wat ook gezien kan worden als een compromis tussen {\displaystyle P(Y\leq x)} en {\displaystyle P(Y<x+1)}.

## Voorbeeld
Een toepassing is het benaderen van een binomiaal verdeelde variabele {\displaystyle X}, die alleen gehele getallen in het waardenbereik heeft, door een normaal verdeelde variabele {\displaystyle Y} met dezelfde verwachtingswaarde en variantie als {\displaystyle X}. De continuïteitscorrectie houdt hier in dat  elk getal {\displaystyle n} in het waardenbereik van {\displaystyle X} correspondeert met het interval {\displaystyle (n-{\tfrac {1}{2}},n+{\tfrac {1}{2}}]} in het waardenbereik van {\displaystyle Y}. Zo benadert men:
{\displaystyle P(2\leq X\leq 8)\approx P(1{,}5<Y\leq 8{,}5)=F_{Y}(8{,}5)-F_{Y}(1{,}5)}